# Болівійський болівіано
Болівіано (ісп. Boliviano) — грошова одиниця Болівії; дорівнює 100 сентаво. Емітент — Центральний Банк Болівії (ісп. Banco Central de Bolivia). Цифровий код — 68. Літерний код (ISO 4217) — BOB. В обігу монети у 10, 20, 50 сентаво, 1, 2, 5 болівіано, а також банкноти у 10, 20, 50, 100, 200 болівіано.
Курс на 25 лютого 2009 року дорівнює:
- 10 BOB = 1,3686$ USD
- 10 BOB = 0,1074€ EUR
- 10 BOB = 1,2249 UAH

## Історія
У 1928 році в Болівії відбулася грошова реформа в співвідношенні 1:1. Проте, оскільки в банках залишилася велика кількість не випущених в обіг купюр болівіано зразка 1911 року, було вирішено пустити їх в обіг паралельно з новими болівіано, забезпечивши надпечаткою на лицьовій стороні.
Грошова одиниця між 1864 та 1963 роками у Болівії теж називалась болівіано. У січні 1959 року вміст золота у ній дорівнював 0,00467722 г; за вільним курсом обміну 11 885 тих болівіано = 1$ USD.

## Монети
У 1988 році були введені монети з нержавіючої сталі номіналом 2, 5, 10, 20 і 50 сентаво та 1 болівіано (відкарбовані у 1987), у 1991 році з'явилась монета у 2 болівіано, також відкарбована з нержавіючої сталі. У 1997 було введено монету у 10 сентаво з мідним покриттям, а у 2001 — біметалева монета у 5 болівіано. Монети номіналом 2 та 5 сентаво нині виведені з оберту. Монета 2 болівіано з 1995 року карбується більшого розміру. Монета у 2 болівіано має форму 11-кутника, всі інші монети — круглі.
На аверсі монет — герб та назва держави (на монетах 1987—2009 років — ісп. REPUBLICA DE BOLIVIA, з 2010 року — ісп. ESTADO PLURINACIONAL DE BOLIVIA.
На Реверсі — номінал та гасло Болівії (ісп. LA UNION ES LA FUERZA — «У єдності — сила») та рік карбування.
| Зображення | Номінал     | Матеріал                                   | Діаметр (мм) | Товщина (мм) | Маса (г) | Гурт      | Роки карбування                              |
| ---------- | ----------- | ------------------------------------------ | ------------ | ------------ | -------- | --------- | -------------------------------------------- |
|            | 2 сентаво   | сталь                                      | 14           | 1            | 1        | рівний    | 1987                                         |
|            | 5 сентаво   | сталь                                      | 17           | 1            | 1,5      | рівний    | 1987                                         |
|            | 10 сентаво  | сталь                                      | 18,5         | 1            | 1,8      | рівний    | 1987 1991 1995 1997 2006 2017                |
|            | 10 сентаво  | сталь, плак. міддю                         | 19           | 1,2          | 2,23     | рівний    | 1997 2001 2006 2008 2010 2012                |
|            | 20 сентаво  | сталь                                      | 22           | 1,26         | 3,66     | рівний    | 1987 1991 1995 1997 2001 2006 2008 2010 2012 |
|            | 50 сентаво  | сталь                                      | 24           | 1,24         | 3,8      | рівний    | 1987 1991 1995 1997 2001 2006 2008 2010 2012 |
|            | 1 болівіано | сталь                                      | 27           | 1,26         | 5        | рівний    | 1987 1991 1995 1997 2001 2004 2008 2010 2012 |
|            | 2 болівіано | сталь                                      | 27           | 1,6          | 6,25     | рівний    | 1991                                         |
|            | 2 болівіано | сталь                                      | 29           | 1,4          | 6,4      | рівний    | 1995 1997 2008 2010 2012 2017                |
|            | 5 болівіано | центр: сталь, плак. бронзой, кільце: сталь | 23           | 1,9          | 5        | рубчастий | 2001 2004 2010 2012 2017                     |

## Банкноти
28 листопада 1986 року в обіг були введені банкноти номіналом 2, 5, 10, 20, 50, 100 та 200 болівіано. Банкнота 2 болівіано була замінена на монету у 1991 році, а 5 болівіано — у 2001.
З 2018 року почався друк банкнот нової серії: 10, 20 та 50 болівіано були введені в обіг у 2018 році, 100 та 200 — у 2019.
Рік друку на банкнотах обох серій не вказано, замість нього стоїть дата введення болівіано як національної валюти — 28 листопада 1986.

### Серія 1986 року
| Зображення                                     | Номінал (болівіано) | Розміри (мм) | Основні кольори | Опис                               | Опис                                                  | Суфікси серій |
| Зображення                                     | Номінал (болівіано) | Розміри (мм) | Основні кольори | Аверс                              | Реверс                                                | Суфікси серій |
| ---------------------------------------------- | ------------------- | ------------ | --------------- | ---------------------------------- | ----------------------------------------------------- | ------------- |
| [Архівовано 13 серпня 2020 у Wayback Machine.] | 2                   | 140×69       | жовтий          | портрет Антоніо Вака Діеса         | сільський краєвид у Пандо                             | A, B          |
| [Архівовано 11 липня 2021 у Wayback Machine.]  | 5                   | 140×69       | зелений         | портрет Адели Самудіо              | церква Сокавонської Богоматері в Оруро                | A-E           |
| [Архівовано 13 серпня 2020 у Wayback Machine.] | 10                  | 140×69       | синій           | портрет Сесіліо Гусмана де Рохаса  | пам'ятник Heroínas de la Coronilla, краєвид Кочабамби | A-J           |
| [Архівовано 13 серпня 2020 у Wayback Machine.] | 20                  | 140×69       | помаранчевий    | портрет Панталеона Даленсе         | Золотий будинок у Тарисі                              | A-J           |
| [Архівовано 13 серпня 2020 у Wayback Machine.] | 50                  | 140×69       | фіолетовий      | портрет Мельхора Переса де Ольгіна | Башти Суспільства у Потосі                            | A, C-J        |
| [Архівовано 13 серпня 2020 у Wayback Machine.] | 100                 | 140×69       | червоний        | портрет Габріеля Морено            | будівля Університета Св. Франциска в Сукре            | A, C-J        |
| [Архівовано 13 серпня 2020 у Wayback Machine.] | 200                 | 140×69       | коричневий      | портрет Франца Тамайо              | індіанські скульптури у Тіванако                      | A, C-J        |

#### Виробництво банкнот
| Суфікс  | Виробник                                                                                           | Роки друку |
| ------- | -------------------------------------------------------------------------------------------------- | ---------- |
| A, B, E | «FC Oberthur», Франція                                                                             | 1987—2001  |
| C       | «Fábrica Nacional de Moneda y Timbre», Іспанія                                                     | 1993       |
| C       | «Thomas de la Rue», Велика Британія                                                                | 1995       |
| D       | «Thomas de la Rue», Велика Британія                                                                | 1995—1996  |
| F       | «FC Oberthur», Франція                                                                             | 2001       |
| G       | «FC Oberthur», Франція                                                                             | 2005—2009  |
| H       | «FC Oberthur», Франція                                                                             | 2007—2008  |
| I       | «Canadian Bank Note Company», Канада «Oberthur Technologies», Франція «De la Rue», Велика Британія | 2011—2013  |
| J       | «Oberthur Technologies», Франція «Oberthur Fiduciaire», Франція                                    | 2015—2016  |

### Серія 2018—2019 року
| Зображення | Номінал (болівіано) | Розміри (мм) | Основні кольори | Опис                                                                     | Опис                                                                               |
| Зображення | Номінал (болівіано) | Розміри (мм) | Основні кольори | Аверс                                                                    | Реверс                                                                             |
| ---------- | ------------------- | ------------ | --------------- | ------------------------------------------------------------------------ | ---------------------------------------------------------------------------------- |
|            | 10                  | 140×70       | блакитний       | печера Умахаланта, Хосе Сантос Варгас, Апіагуаікі Тумпа, Эустакіо Мендес | Салар-де-Уюні, Patagona gigas, Пуйя Раймонда                                       |
|            | 20                  | 140×70       | помаранчевий    | Форт Самайпата, Дженовьева Ріос, Томас Катарі, Педро Ігнасіо Муїба       | озерний краєвид, Сейба розкішна, Чорний кайман                                     |
|            | 50                  | 140×70       | фіолетовий      | портрети національних героїв на фоні руїн міста Інкальякта               | андійський фламінго та Кіноа, на фоні затухлого вулкану Сахама у Центральних Андах |
|            | 100                 | 140×70       | червоний        | Національні герої. Національний монетний двір Болівії                    | Водоспад Арко Ірис, Heliconia rostrata, Гіацинт Ара                                |
|            | 200                 | 140×70       | коричневий      | Тупак Катарі, Бартоліна Сіса, Симон Болівар. Дім Свободи                 | Тіванку, Cantua buxifolia, андський леопард                                        |

## Режим валютного курсу
Станом на 2 січня 2021 обмінний курс становить 4,12 гривні за один болівіано